# 이토 세이이치

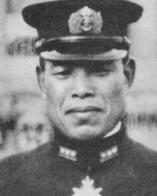
이토 세이치 해군 지휘관 함장

이토 세이치(일본어: 伊藤整一, 1890년 7월 26일 ~ 1945년 4월 7일)는 태평양 전쟁 당시 일본의 군인이자 해군 지휘관으로 당시 세계 최대의 전함인 야마토의 작전을 지휘했다.
일본 후쿠오카현 다카타정(지금의 미야마시) 출신으로 해군병학교 39기를 졸업했다. 굉장히 성실한 성격으로 주미무관으로 미국에 주재한 경험이 있어 미국과 일본의 국력 차이를 단번에 이해할 수 있었다. 그래서 야마모토 이소로쿠(山本五十六), 이노우에 시게요시(井上成美) 등 해군 좌파들과 사이가 좋아 태평양 전쟁에 끝까지 반대했다.
이후 군령부차장을 재직하고 태평양 전쟁 말기에 제2함대사령장관에 취임해 오키나와 전투에서 전함 야마토의 특공 작전에 투입되었다. 이토는 제공권, 제해권도 없이 출격하는 것을 위험하며 오키나와에 도달하기도 전에 7천 명의 부하를 죽음으로 내모는 것이라며 반대했지만 받아들여지지 않았다.
1945년 4월 7일 전함 야마토는 오키나와 보우노사키 해협에서 미군 항공기들의 집중 공격으로 침몰했고 이토는 함장 아루가 고사쿠 대좌와 함께 퇴함을 거부하고 전사했다.

## 일화
오키나와 전투에서 야마토가 기울고 침몰 위기에 빠지자 절망적인 상황이라는 것을 깨닫고 오키나와 돌입작전 취소를 명령한다. 본래 현장지휘관에게는 작전 중지의 권한이 없고 작전 중지는 연합 함대 사령부나 군령부에서 행했다.
이토는 구 일본 제국 해군에서 유일하게 현장 판단으로 작전 중지 명령을 내린 사령관이다.